# Jacqueline Pierreux (productrice)
 (mars 2020).
Pour les articles homonymes, voir Jacqueline Pierreux.
Jacqueline Pierreux, née le 10 août 1933 à Braine-le-Comte, est une productrice belge.

## Biographie
Diplômée de l’INSAS (Institut national supérieur des arts du spectacle) section réalisation-production en 1966, elle assure la direction de production du film d’André Delvaux « L’homme au crâne rasé ».   Elle continue comme directrice de production et à la régie générale sur des courts et longs métrages de réalisateurs belges tels que Luc de Heusch, Henri Colpi, Pierre Laroche ou encore Jean Brismée.
En 1969, elle fonde sa maison de production Pierre Films avec laquelle elle produit jusqu’en 1980 les courts et longs métrages de jeunes réalisateurs belges et notamment « La Fête à Jules » de Benoît Lamy, « La cage aux ours » de Marian Handwerker et « Io sono Anna Magnani » de Chris Vermorcken.
En 1980, Jacqueline Pierreux intègre la Radio-télévision belge de la Communauté française comme déléguée à la production avec pour tâche principale la direction de production des téléfilms produits par la RTBF.
En 1984, elle est nommée responsable des coproductions et en 1991 responsable des productions cinéma où elle reste jusqu’à la fin de sa carrière en 1997.  
Durant cette période elle produit « Gros Cœurs » de Pierre Joassin, « Le Maître de Musique » de Gérard Corbiau, dont elle est également co-scénariste, et « Blanval » de Michel Mees.  Elle coproduit plus de 30 films dont notamment « La vie est belle » de Benoît Lamy et Mwezé Ngangura, « Australia » de Jean-Jacques Andrien, « Nuit et jour » de Chantal Akerman, « Toto le héros » de Jaco Van Dormael, « La partie d’échec » de Yves Hanchar, « La promesse » de Luc et Jean-Pierre Dardenne et « Ma vie en rose » d'Alain Berliner.
Depuis plusieurs années[Depuis quand ?], elle est membre du conseil d'administration du FIFF (Festival International du Film de Namur).

## Filmographie partielle
- 1966 : L'Homme au crâne rasé d'André Delvaux (directrice de production)
- 1968 : Les Gommes de Lucien Deroisy (régisseuse générale)
- 1972 : Les Tueurs fous de Boris Szulzinger
- 1973 : La Fête à Jules de Benoît Lamy
- 1973 : Ras le bol de Michel Huisman
- 1974 : La Cage aux ours de Marian Handwerker
- 1975 : Pont brûlé (Verbrande brug) de Guido Hendrickx
- 1976 : Du bout des lèvres de Jean-Marie Degèsves
- 1978 : Le Paradis perdu de Harry Kümel
- 1988 : Le Maître de musique de Gérard Corbiau
- 1992 : Les Sept Péchés capitaux de Beatriz Flores Silva, Frédéric Fonteyne, Yvan Le Moine, Geneviève Mersch, Pierre-Paul Renders, Olivier Smolders et Pascal Zabus
- 1996 : Un divan à New York de Chantal Akerman
- 2005 : La Terre abandonnée de Vimukthi Jayasundara (Caméra d'or au festival de Cannes 2005)
- 2007 : 4 mois, 3 semaines, 2 jours de Cristian Mungiu (Palme d'or au festival de Cannes 2007)

## Citation
« J’ai d’abord été séduite comme spectatrice, en particulier par les grandes comédies sociales hollywoodiennes et par les sentiments positifs qu’elles procuraient. C’est cela qui m’a encouragé à m’orienter vers ce métier et qui a forgé ma volonté de toujours penser, comme productrice, au plaisir du public. »